# Romeo Toffanetti
Romeo Toffanetti (Buenos Aires, 23 settembre 1963) è un fumettista italiano.
Nasce in Argentina ma si trasferisce in Italia con la famiglia in giovanissima età.
Inizia la carriera artistica illustrando libri per bambini e nel 1985 debutta nel settore fumettistico disegnando una storia scritta da Ricardo Barreiro e pubblicata su Orient Express. Nel 1988 crea con Emanuele Barison Alex il Britanno, che appare sulle pagine de Il messaggero dei ragazzi.
La svolta professionale avviene nel 1989 quando viene reclutato dalla Sergio Bonelli Editore, alla ricerca di disegnatori per il neonato Nathan Never, serie per cui Toffanetti lavora ancora attualmente. Il suo esordio sulla serie avviene con il numero 5, scritto da Michele Medda ed intitolato Forza invisibile.
Al lavoro di disegnatore si aggiunge anche quello di regista. Nel 2005 scrive e dirige il corto ‘L’ultimo spettacolo’, vincitore di un premio per la sceneggiatura al Torino Film Festival del 2006. Sempre nel 2006 scrive e dirige con Barison il film ‘Rockstalghia’ che narra del Great Complotto, il movimento punk sviluppatosi a Pordenone negli anni ottanta. Nel 2009 Toffanetti ha scritto e diretto il cortometraggio “5”, coprodotto dalla casa di produzione californiana Real Ideas Studio e presentato al Festival di Cannes dello stesso anno. Nel 2020 realizza il mediometraggio Salvadis, recitato in lingua friulana,  proiettato in anteprima al Science+Plus Fiction festival nel 2022 e premiato nello stesso anno al Pittsburgh Moving Picture Festival come miglior horror e migliore fotografia.